# ミッキー吉野

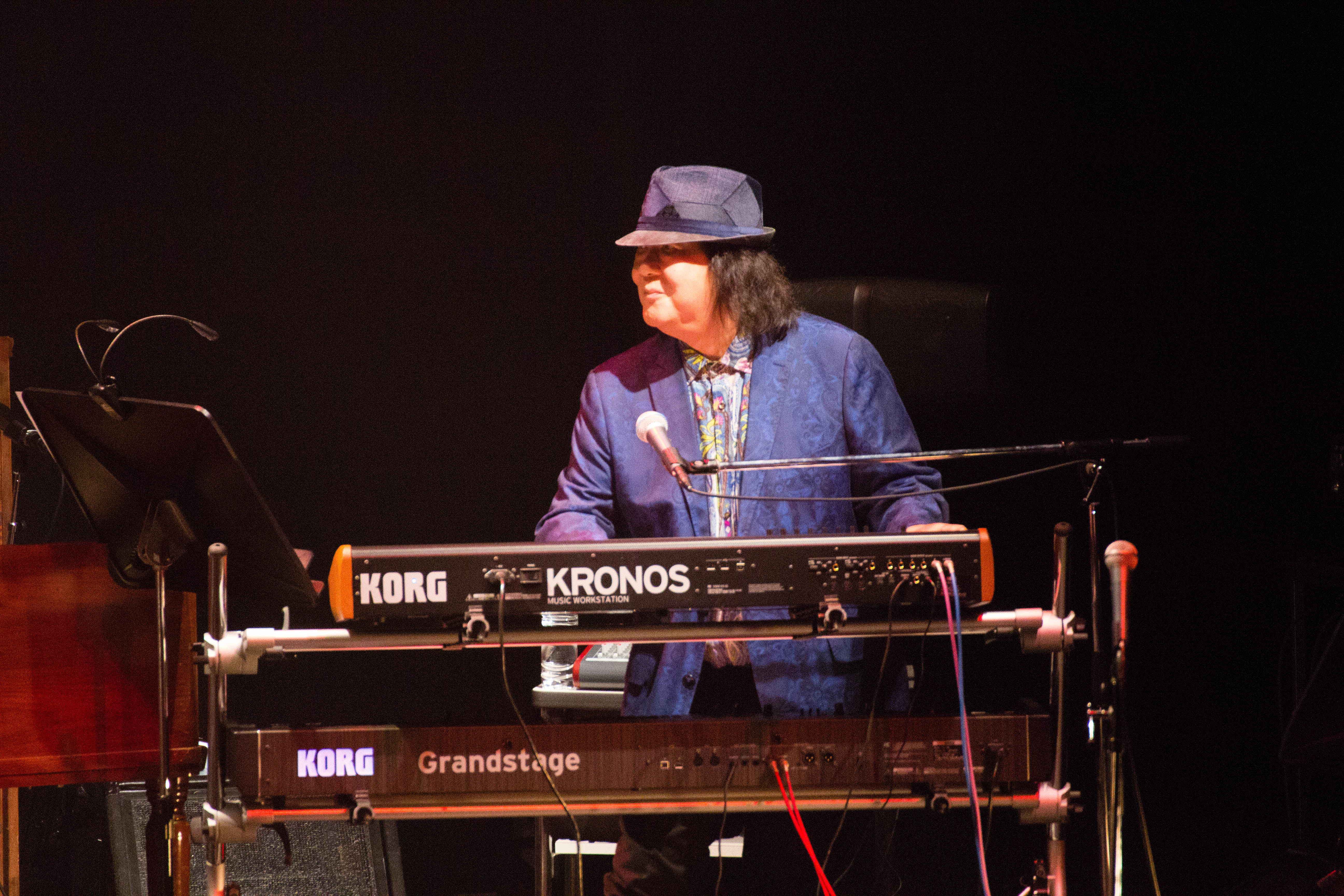
ミッキー吉野

ミッキー吉野（ミッキー よしの、1951年〈昭和26年〉12月13日 - ）は、日本の音楽家。ロックバンド『ゴダイゴ』のピアノ、オルガン、キーボード奏者である。バークリー音楽大学卒業。元ザ・ゴールデン・カップスのメンバー。
ゴダイゴではリーダーを務め、ほぼ全曲にわたって編曲を担当する。本名は吉野 光義（よしの みつよし）。

## 来歴
1951年 - 神奈川県横浜市に生まれる。4歳からクラシック・ピアノを習う。横浜市立浜中学校卒業。
1966年 - バンド「ミッドナイト・エクスプレス・ブルース・バンド」（のちの「ベベス」）に参加。ナイト・クラブ、ダンス・パーティー、米軍キャンプや横浜本牧界隈で活動。エディ藩、ジョー山中、カシアス内藤らと交友関係を持つ。
1968年 - ケネス伊東がビザの関係で帰国。エディ藩に誘われ、「長い髪の少女」をヒットさせた人気GS「ザ・ゴールデン・カップス」に参加。「愛する君に」をヒットさせた。ゴールデン・カップスはライブでは、R&Bやブルース・ロックを好んで演奏した本格派のバンドだった。その後1970年まで在籍する。
1970年 - 冨田勲の招きで大阪万博にて読売交響楽団と共にハモンドオルガンを演奏した。12月、大麻取締法違反にて逮捕された。
1971年 - バンド「サンライズ」（Sunrise）をスティーブ・フォックスと結成。 9月、バークリー音楽院に留学。進級試験を受けて２年生に編入。その後、バンド「ダッチ・ベイカー」「フレッシュ&ブラッド」などに参加。ギタリスト、ジョン・スコフィールドなどと交流。ドラマー、トミー・スナイダーと知り合う。
1974年 - バークリー音楽院卒業後に帰国。バンド「ミッキー吉野グループ」を結成。ジョニー野村の紹介でタケカワユキヒデのレコーディングに参加。

1975年 - 沢田研二のLIVE TOUR にミッキー吉野グループとして参加。沢田のバックバンドである井上堯之バンドとの共演で、ギター3人、ベース2人、キーボード2人という特別体制でツアーをまわった。当時、井上バンドにドラマーが不在であったので原田裕臣が1人で担当。
ミッキー吉野グループにタケカワを加え、「ゴダイゴ」を結成。ゴダイゴの名付け親であり、リーダーとして活躍。
1978年 - 「ガンダーラ」、「Monkey Magic」、「ビューティフル・ネーム」、「銀河鉄道999」がヒットとなる。
1978年 - テレビドラマ『人はそれをスキャンダルという』の音楽を担当。
1980年 - ネパールの首都カトマンズ・王立競技場で観客数6万人のゴダイゴコンサート。中国・天津で初のロックコンサートを2日間行う。4年後には、オーストラリア、「ロイヤル・メルボルン・ショー」に招かれ、「ゴダイゴ」としてのライヴを行う。
1985年 - 「ゴダイゴ」活動休止。
1988年 - タイガース・メモリアル・クラブ・バンドに2年間在籍。萩原健一とも交流。

## 1990年代以降の活動
1990年 - 『ドラゴンクエスト アベル伝説』（フジテレビ）の音楽を担当。その後は音楽専門学校の顧問・アーティストのプロデュースなどをする。
1992年 - 覚醒剤使用容疑で逮捕される。
1999年 - 「ゴダイゴ」を期間限定で再結成し、翌年まで活動。
2004年 - バンド「ザ・ゴールデン・カップス」の限定再結成に参加。矢口史靖監督映画『スウィングガールズ』の音楽を担当し、岸本ひろしと共に「第28回日本アカデミー賞」最優秀音楽賞を受賞。
2006年 - 「ゴダイゴ」再結成。
2007年 - 女性画家と結婚。式の牧師は「ゴダイゴ」メンバーでもあるスティーヴ・フォックス。『市原悦子ドラマライブ あらしのよるに』におばさん山羊役で出演し、舞台音楽も担当。なお、2004年の初演にも出演している。東京・池袋、東京芸術劇場よりロックコンサートの音楽監督に招かれ、「2007 TOKYO 新創世紀」と題し、ゴダイゴを中心に和楽器と大勢のゴスペルクワイヤーを迎えたコンサートをする。
2008年 - 矢口史靖監督映画『ハッピーフライト』の音楽を担当。
2012年 - 矢口史靖監督映画『ロボジー』の音楽を担当。
2015年 - 片島章三監督映画『ハッピーウエディング』の音楽を担当。

## ディスコグラフィ

### タイガース・メモリアル・クラブ・バンド時代
シングル
- 懐かしきラブ・ソング
- 君よ女神のままに

アルバム
- タイガース・メモリアル・クラブ・バンド
- タイガース・メモリアル・クラブ・バンド II 「ぼくと、ぼくらの夏」

### シングル
- COME BACK! MY BAY BLUES
- RETURN TO CHINA／THE NEW BEAT（1994年7月21日、日本コロムビア）
- 愛する彼方へ

### 配信限定シングル
| 発売日         | タイトル                                                  | レーベル   |
| -------------- | --------------------------------------------------------- | ---------- |
| 2016年11月9日  | The 11th of July (Live)                                   | G-matics   |
| 2019年11月27日 | この愛が世界に満ちるまで feat. motoi                      | G-matics   |
| 2021年6月30日  | DEAD END ~ LOVE FLOWERS PROPHECY feat. STUTS & Campanella | Kisshouten |
| 2021年9月1日   | 君は薔薇より美しい feat. EXILE SHOKICHI                   | Kisshouten |
| 2021年11月17日 | 歓びの歌 feat. Mummy-D                                    | Kisshouten |

### アルバム
『残・曾根崎心中』（1975年）
花柳流の舞踊家・花柳幻舟と、ミッキー吉野グループ（ミッキー吉野、スティーヴ・フォックス、浅野孝已、原田祐臣）のコラボレート作。
近松門左衛門の「曽根崎心中」を基に、舞台を現代に置き換えて制作。
この年にアルバム『走り去るロマン』でデビューしたタケカワユキヒデが「淋しい鳩」でヴォーカルを務めている。
2004年12月にCD復刻された。
『これが70年代のスター 小さなスーパーマン ガンバロン』（1977年）
テレビ特撮の小さなスーパーマン ガンバロンのサントラ盤。表記は作曲・編曲のミッキー吉野のみだが、全面的にゴダイゴが音楽制作を手掛けている。
永らく幻のレコードであったが2007年5月25日、ミッキー吉野監修の元GEAR-maticsシリーズの第1弾としてCD復刻。また、OPの主題歌のイントロは、後に西遊記のBGMやエネオスのCMに使用された(エネオスの前身のESSO石油がガンバロンのスポンサーで、劇中にもESSOのガソリンスタンドが使われるため)。
2019年11月20日にLPレコードで再発。
『神様なぜ愛にも国境があるの』（1979年）
国広富之が主演した同名映画のサントラ盤。
ゴダイゴのライヴ・アルバム『マジック・カプセル』に収録されている「MICKIE'S PIANO SOLO」の前半部分は、この盤の「LEAVING FOR THE BETTER DAYS」。
『うる星やつら3 リメンバー・マイ・ラブ』（1985年）
アニメ映画。サントラを担当、主題歌はタケカワユキヒデが作曲
『AMERICAN ROAD』（1986年4月21日）
後期ゴダイゴと並行して活動していたミッキーの2つのユニット「PAN」「DEBUT!」の楽曲集。
ポール・ジャクソンJr、トミー・スナイダー、元シャープ・ホークスのアンディ小山、ミッキー自身らがヴォーカルを担当。
永らくCD化されていなかったが、2008年9月にGEAR-maticsシリーズ第3弾として紙ジャケCDで復刻された。
『P.S.M.ALL STARS vol.1』（1987年）
ミッキーが校長を務めていた「パン・スクール・オヴ・ミュージック」の参加メンバーと制作したアルバム。
『LONGWAY FROM HOME ロングウェイ・フロム・ホーム』(1988年6月21日)
NHK「テレビ音楽館」などを収録。
ゴダイゴ最後の劇判となったドラマ『若き血に燃ゆる』で使用された「LONGWAY FROM HOME」は、マイク・ダンがヴォーカルを務めた新録版。
ジャケット絵は萩原健一。
2008年9月にGEAR-maticsシリーズ第3弾として紙ジャケCDで復刻。
『BOUE』（1991年12月16日）
ミッキー吉野のBoue名義で全編ささやくようなヴォーカルが特徴的なソロ・アルバム。
「PARADISE」「BE YOURSELF WITH ME」など自身で作曲したものだけでなく、「MONKEY MAGIC」などのタケカワ作の曲もカヴァー。
『COME BACK MY BAY BLUES』（1993年）
ミッキーのユニット、VALCOのミニ・アルバム。
4曲とも日本語で歌唱。
『IN THE BOOK OF HEAVEN』（1994年12月21日）
THE SPIRITS OF GODIEGO名義のアルバム。
「TRY TO WAKE UP TO A MORNING」をセルフカヴァー。
またタケカワの「GANDHARA '95」とほぼ同時期に「GANDHARA」もカヴァー。
スティーヴやザ・ゴールデン・カップスのエディ藩がゲスト参加。
『THE EARTHMATICS 1 ゴダイゴ記』（1996年4月）
THE EARTHMATICS名義のアルバム。
浅野、スティーヴが参加。
『POP ART MUSIC』（1998年6月21日）
ソロ・アルバム。
布施明に提供した「君は薔薇より美しい」などをセルフ・カヴァー。
『ART,ART,ART, FOR THE EARTH FROM MY HEART (ORIGINAL TRACKS "R"・"B"・"G")』（1998年11月15日）
デビュー30周年を記念して発売された3枚組ソロ・アルバム。
アルファベット順に10曲ずつ収録。
『ME & 70's』（2008年9月26日）
アルバム『アメリカン・ロード』『ロングウェイ・フロム・ホーム』の紙ジャケCD復刻と同時にGEAR-maticsシリーズ第3弾としてリリース。
1970年のゴールデン・カップス在籍時に録音されたものの諸事情で発売されなかったソロアルバムと1975年ミッキー吉野グループのデモ演奏からなる2枚組CD。
2017年1月11日にディスク1のみの廉価再発盤『1970』を発売。
『Keep On Kickin' It』（2022年2月2日）
ミッキー吉野の古希を記念した『ラッキー70祭 KoKi』プロジェクト作品としてのリリースとなるセルフトリビュートアルバム。
亀田誠治が全曲のプロデュースを担当。
2021年12月22日、先行配信リリース。

## 提供作品
- アグネス・チャン
  - アルバム「不思議の国のアグネス ～AGNES IN WONDERLAND～」
- 五木ひろし
  - アルバム「ハマクラを歌う -浜口庫之助作品集-」（編曲）
- 岡安由美子
  - LONELY GIRL（作曲）
  - RISING SUN（作曲）
  - ボン・ヴォヤージュ（作曲）
  - 鏡の中のエクスタシー（作曲）
  - 月下美人（作曲）
- 清竜人
  - 馬鹿真面目（編曲）
  - 平成の男（編曲）
- 郷ひろみ
  - いつも心に太陽を（作曲・編曲）
- 堺正章
  - 今では遅すぎる（作曲）
- JACK IN THE BOX
  - ボビーの店で待っててね…（編曲）
- ジョー山中
  - Moocha,Koocha（作詞・作曲・編曲）
- CINDY
  - Open Invitation（作曲）
- ステファニー
  - Every Day（作曲）
- ちあきなおみ
  - あまぐも（編曲）
- 寺尾聡
  - 16の夏（編曲）
  - ほんとに久しぶりだね（編曲）
  - 何処かへ（編曲）
- 中川晃教
  - 終わらないクリスマス（編曲）
- 西田敏行
  - Gonna Be No.1（作曲）
  - Be Yourself With Me（作曲）
- 布施明
  - 君は薔薇より美しい（作曲）
  - Good luck inspiration（作曲）
  - 男騒ぎのララバイ（作曲）
- ポプラ
  - 遥かなる旅路 ～Wandering Man～（作曲）
- UFO'S
  - ワンダフル・キティ（編曲）
  - 星のむこうは夢の国(Lullaby'84)（編曲）

## エピソード
- ローランドなどとのシンセサイザーなどの開発に参加。
- 映画『地獄の黙示録』は、当初冨田勲がメインの音楽、ゴダイゴがロックパートを担当するという企画であったが、所属レコード会社の関係で実現しなかった。
- 2007年10月8日、画家の大内祥江（のちミニー吉野と改名）と19歳差の恋を実らせ結婚、都内の教会で挙式・披露宴を行った。司祭は、ゴダイゴのメンバーでもあるスティーヴ・フォックスが務めた[10]。

## 出演

### テレビドラマ
- 男たちの旅路 第二部第二話「冬の樹」（1977年2月12日） - ロックバンド「ゴダイゴ」のミッキー吉野（本人） 役
- 若き血に燃ゆる〜福沢諭吉と明治の群像（1984年1月2日） - 西郷隆盛 役

### 映画
- HOUSE ハウス（1977年7月30日公開） - 東京駅の若者 役
- ブラックジャック 瞳の中の訪問者（1977年11月26日公開） - ディスコの若者 役
- ザ・ゴールデン・カップス ワンモアタイム（2004年11月20日公開）

## テレビ番組
- ミッキー吉野、今野シューソン『ヨコハマハイカラナイト』
- GODIEGO ミッキー吉野 SELECTION（歌謡ポップスチャンネル[11]）※不定期リピート放送あり